# Dynamis Ensemble
Il Dynamis Ensemble è un gruppo musicale italiano di musica contemporanea, formatosi nel 1999 a Milano.

## Storia dei Dynamis Ensemble
Il Dynamis Ensemble è un gruppo musicale di musica contemporanea che nasce nel 1999 a Milano per opera di musicisti già attivi in ambito concertistico internazionale, accomunati dall'interesse per la musica di autori contemporanei e del XX secolo. Il gruppo confronta spesso in concerto la musica di giovani compositori con le opere dei più grandi maestri contemporanei .
Il Dynamis Ensemble si è presentato in numerosi concerti in diverse sedi importanti sia in Italia che all'estero, tra cui si contano: Festival Milano Musica, Festival Aspekte Salisburgo, Mostra Sonora Sueca (Spagna), Festival Internacional Cervantino (Messico), International Forum of Cultures UNESCO Monterrey (Messico), Forum Neue Musik Lucerna.
Ha al suo attivo numerose prime esecuzioni assolute e le sue performance includono l'interazione con mezzi elettroacustici e multimediali. Il Dynamis Ensemble collabora con compositori quali Jonathan Harvey, Alessandro Solbiati e Javier Torres Maldonado.

## Formazione
Birgit Nolte (ottavino, flauto, flauto in sol e flauto basso) Rocco Parisi (clarinetto, clarinetto basso), Paolo Casiraghi (clarinetto, clarinetto basso), Fabio Fabbri (tromba) Dominique Chiarappa (violino e viola) Daniela Cammarano (violino) Alessio Tedeschi (violoncello) Sergio Armaroli (percussioni) Candida Felici (pianoforte e clavicembalo)

## Discografia
- Stradivarius (STR 33718) Javier Torres Maldonado: Tiento, per violoncello ed elettronica, 2004, Edizioni Suvini Zerboni, Milano.
- Stradivarius (STR 33719) Javier Torres Maldonado: The unexpected clock in the mirrors, per violino, clarinetto basso e ensemble. Carlo Chiarappa, violino, Rocco Parisi, clarinetto basso, Javier Torres Maldonado, direttore, 2005, Edizioni Nuova Stradivarius, Milano.
- Stradivarius (STR 33723) Javier Torres Maldonado: Orior, per pianoforte solo, 2005, Universal Edition, Vienna.
- Stradivarius (STR 33719) Javier Torres Maldonado: De ignoto cantu, per ensemble ed elettronica. Javier Torres Maldonado, direttore, 2005, Edizioni Suvini Zerboni, Milano.